# Шарукань

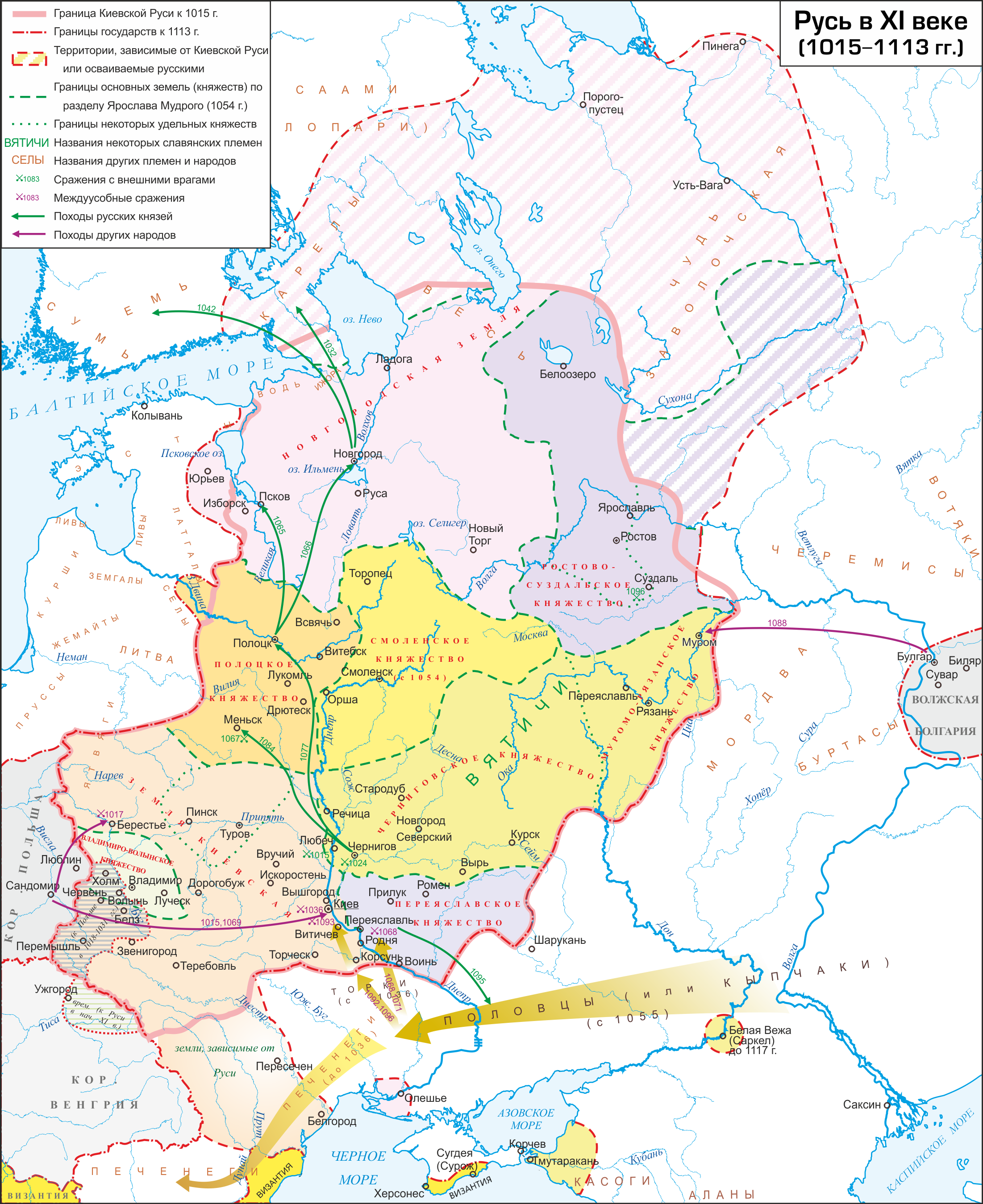
Шарукань у южных пределов Руси: показан у правого притока Северского Донца реки Донец (ныне Уды), в районе неуказанной реки Лопань (район Харькова)

Шарука́нь (от имени половецкого хана Шарукана, Шару(к)-ха́на) — город XI — начала XIII веков на территории Половецкой земли.
Также в русских летописях назывался Осенев.

## Местонахождение
Точное местонахождения города не установлено. По предположению историков, наиболее вероятна локализация на правобережье Северского Донца. Н. В. Сибилёв и К. В. Кудряшов связывали Шарукань с Теплинским городищем у села Богородичное Донецкой области. Обследовав указанный памятник, Б. А. Шрамко отверг эту локализацию. Ему не удалось встретить на нём материалов XII века. Позднее близ впадения Оскола в Северский Донец был выявлен ряд поселений XI—XIV веков, одно из которых может оказаться остатками Шаруканя.
В. Ф. Миллер, Ю. В. Готье, Ю. А. Кулаковский помещали Шарукань на Нижнем Дону. Н. Я. Аристов настойчиво утверждал, что летописный Шарукань располагался на месте современного Харькова. Данное предположение до сих пор популярно среди харьковских исследователей, что находит своё отражение в учебной литературе.
В. А. Городцов, В. В. Мавродин и Б. А. Рыбаков отождествляли Шарукань с Донецким городищем на окраине Харькова. Данная гипотеза малоубедительна хотя бы потому, что данный памятник логичнее связывать с летописным городом Донцом, упоминаемым в «Слове о полку Игореве».
С. А. Плетнёва считала, что Шарукань необходимо локализовать на месте современного Чугуева, Сугров — на месте Змиева, а Балин, скорее всего, находился где-то в районе сёл Гайдары и Коропово, конкретнее — на месте Змиева городища (Гайдары-1, урочище Буцура). Чугуево городище, однако, оставалось незаселённым в промежутке с X по XVII век, а городище у села Гайдары возникает не ранее XII века.
В краеведческих источниках Харьковщины Шарукань также размещают в районе города Изюма. А. П. Черных (Донецк) искал Шарукань на левом берегу Северского Донца восточнее Красного Оскола.
Существуют теории о местонахождении города в современном Харькове — на Университетской горке (проф. Аристов) либо у села Рогань.
Некоторые историки полагают, что Шарукань/Шарук-ахан/Харук-ахан/Харукань — это этимологический источник гидронима — названия реки Харьков, откуда уже происходит топоним — название города Харьков (история самого Харькова начинается в XVII веке).

## Население
Шарукань считается центром половецкого племенного объединения Шаруканидов. Предположительно, он был основан на месте населённого пункта алан (летописных ясов). Этот вывод можно сделать на основании «Повести временных лет», где сказано, что Ярополк привез с Дона ясьскаго князя дщерь, а также, что жители поселения встречали в 1111 году русских воинов рыбой и вином.

## История
Предположительно город Шарукань возник на базе поселения алан, имел смешанное население и был зимним убежищем половцев. Город состоял из сравнительно небольшого числа каменных строений и намного большего числа юрт кочевников.
Однако существует версия по которой Шорокань (Торокань) и есть легендарная Тьмуторокань.
В 1111 году войска Святополка Изяславича и других русских князей подошли к Шаруканю и получили дары от местной знати. В 1116 году Шарукань был взят войсками Владимира Всеволодовича Мономаха и других русских князей. После разгрома половцы вынуждены были отойти на юг через Северный Кавказ в Грузию, где были приняты на службу царём Давидом Строителем. Их натиск на Русь ослаб. Последующие походы русских в район Шаруканя (1168, 1183, 1185, 1191 гг.) относятся ко времени правления внука Шарукана хана Кончака (1172–1203 гг.). После монголо-татарского нашествия Шарукань запустел.

## Упоминание в письменных источниках
Шарукань упоминается в «Слове о полку Игореве»:

Се бо готские красные девы въспеша на брезе Синему морю (то есть Азовскому). Звоня рускым златом, поют время Бусово, лелеют месть Шаруканю.